# Institut supérieur de technologie d'Antsiranana
 (mars 2024).
 (février 2024).
Si vous disposez d'ouvrages ou d'articles de référence ou si vous connaissez des sites web de qualité traitant du thème abordé ici, merci de compléter l'article en donnant les références utiles à sa vérifiabilité et en les liant à la section « Notes et références ».

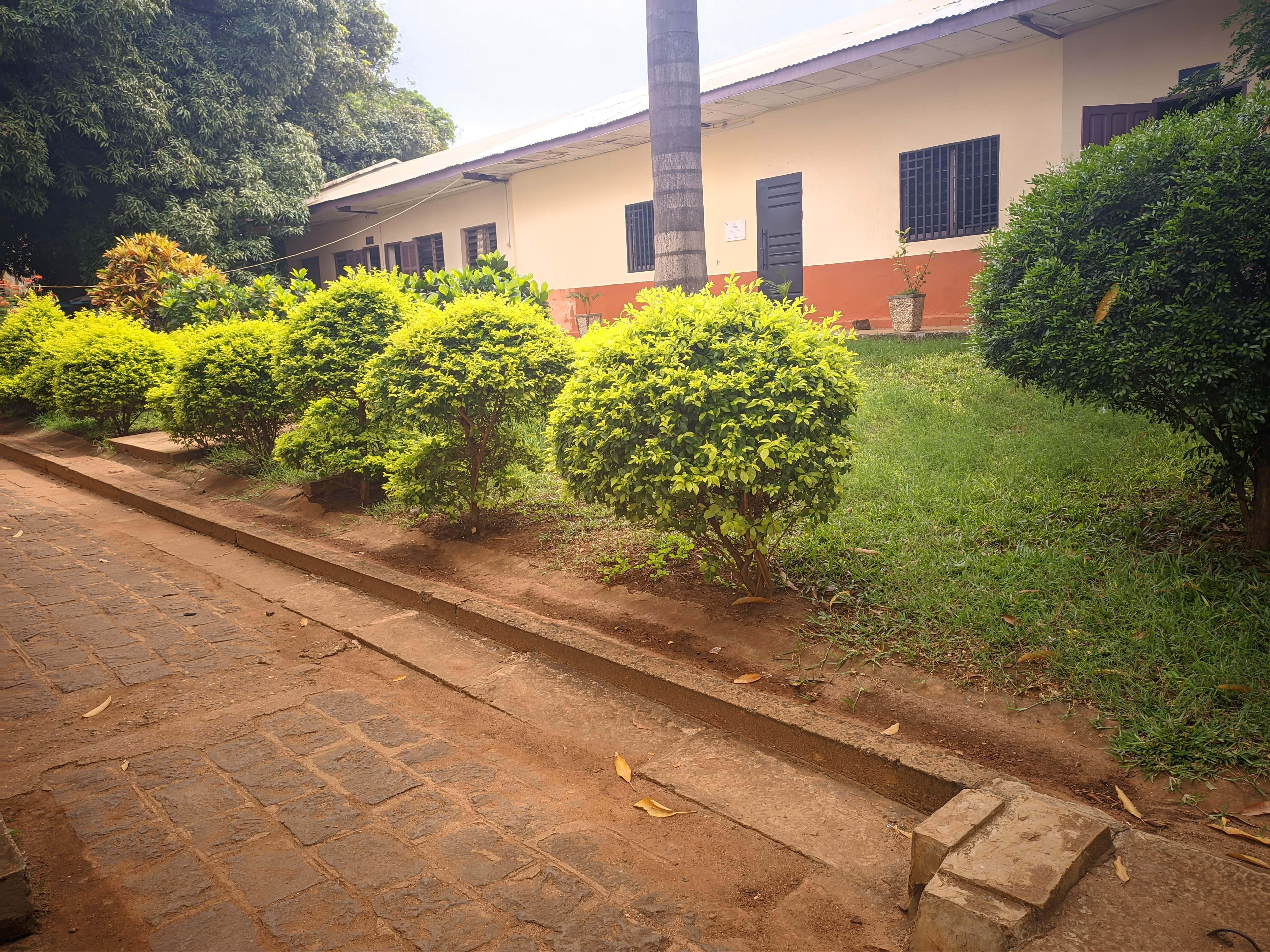
Les salles de classe du département tertiaire

L'Institut supérieur de technologie d'Antsiranana (IST-D) est un établissement public d'enseignement supérieur technique et professionnel dont la mission consiste à former des techniciens supérieurs, des techniciens supérieurs spécialisés et des ingénieurs. Il est fondé en mai 1992, à caractère scientifique et culturel, doté d'une personnalité morale et jouissant d'une autonomie financière, administrative et pédagogique. Il est sous tutelle du ministère de l'Enseignement supérieur et de la Recherche scientifique à Madagascar.

## Historique

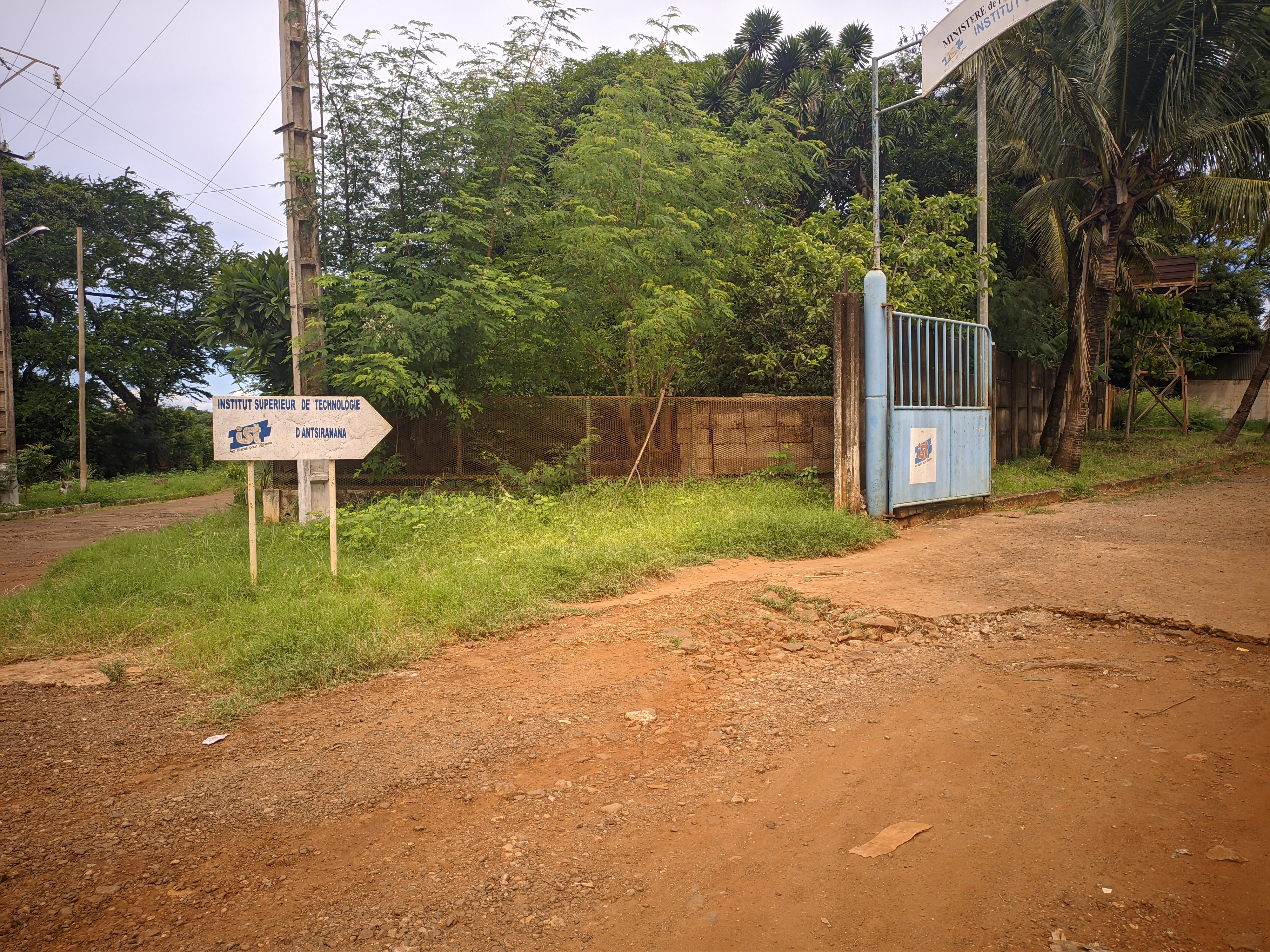
Porte d'entrée de l'ist-d

En 1992, l'Institut supérieur de technologie d'Antsiranana voit le jour, avec une seule filière, la Maintenance en Équipement Électro Mécanique (MEEM), accueillant 19 étudiants. La filière Maintenance des Équipements Frigorifiques et Thermiques ouvre ses portes en 1993. Pour ces deux filières, l'institut accueille cent étudiants par an jusqu'en 2000. Cette même année marque le début de la formation d'ingénieurs en technique avancée de maintenance (TAM) ainsi qu'en commerce dans le département tertiaire.
Début 2024, il compte 800 étudiants repartis dans trois écoles de génie avec 7 mentions et 26 parcours.

## Localisation
Il se situe dans l'enceinte du SECREN dans la ville de Diego Suarez dans le Nord de Madagascar.

## Directeurs généraux
- 1992-2009 : Fortunat Ramahatandrina
- 2009-2016 : Dr Jeannot
- 2016-2022 : Lova Zakariasy
- Depuis 2022 : Briand Tsimitamby[6]

## Formations et recherche
Il a trois écoles de génie :
- École du génie civil et naval,
- École du génie industriel,
- École du génie en management, commerce et service.

### École du génie industriel (EGI)

#### Mention: maintenance et énergie
- Parcours MEEM : Maintenance des Équipements électromécanique
- Parcours MEFT : Maintenance en Équipements frigorifiques et thermiques
- Parcours MSA : Maintenance en Système automatisé
- Parcours GC : Génie climatique, formation en ligne
- Parcours TAM : Technique Avancée de Maintenance
- Parcours NTE : Nouvelle Technologie de l'électricité

#### Mention technologie de communication
- Parcours  RT : réseaux et télécommunications
- Parcours TIM : technologie de l'information et multimédia
- Parcours ingénierie de communication électronique
- Parcours SERA : Système à Énergies Renouvelables et Alternatives
- Parcours ADR : administration des réseaux
- Parcours IRM : ingénierie des réseaux mobiles
- Parcours ICE : ingénierie des communications électroniques

### École du génie civil et du génie naval
Mention génie civil
- Bâtiment
- Travaux publics
- TAF

#### Mention génie naval
- TECHNA : technologie navale

### Écoles de Génie Managements de Commerce et Service
- Parcours COM : Commerce
- Parcours TBA : Technique Bancaire et Assurance
- Parcours TGH : Tourisme et Gestion Hôtelière
- Parcours GFC : Gestion Financière et Comptable
- Parcours LBA-CGC : Licence en Banque et Assurance – option Conseiller Gestionnaire de Clientèle
- Parcours TCI : Transit et Commerce International
- Parcours CCA : Comptabilité Contrôle et Audit
- Parcours TGH-DPT : Tourisme et Gestion Hôtelière –option Développement des Produits Touristiques
- Parcours MEO : management des entreprises et des organisations
- Parcours IF : ingénierie financière

## Sources